# Margarita Fullana
Margarita ("Marga") Fullana Riera (Sant Llorenç des Cardassar, 9 april 1972) is een Spaans wielrenster en mountainbikester. Ze is drievoudig wereldkampioene op het onderdeel cross country.
Fullana vertegenwoordigde haar vaderland driemaal op rij bij de Olympische Spelen: 2000, 2004 en 2008. Bij haar olympisch debuut won Fullana de bronzen medaille door als derde te eindigen in de olympische mountainbikerace, achter de Italiaanse titelverdedigster Paola Pezzo en de Zwitserse Barbara Blatter. In augustus 2010 werd Fullana betrapt op het gebruik van epo en voor twee jaar geschorst door de UCI.

## Erelijst

### Mountainbike
1996
- Spaans kampioenschap

1997
- in Wereldkampioenschap
- 11e WB-eindklassement
- 3e WB-wedstrijd in Houffalize
- Nationaal kampioen

1998
- in Europees kampioenschap
- 3e WB-wedstrijd in Sankt-Wendel
- 5e WB-eindklassement
- Nationaal kampioen

1999
- Wereldkampioen
- in Europees kampioenschap
- 1e WB-wedstrijd in Madrid
- 1e WB-wedstrijd in Plymouth
- 1e WB-wedstrijd in Houffalize
- Nationaal kampioen

2000
- Olympische Spelen
- Wereldkampioen
- 1e WB-wedstrijd in Houffalize
- 3e WB-wedstrijd in Sankt-Wendel

2001
- 1e WB-wedstrijd in Houffalize
- 3e WB-eindklassement
- Nationaal kampioen

2002
- 1e in Fort William
- 1e in Houffalize
- 2e WB-eindklassement
- Nationaal kampioen

2003
- Europees kampioenschap
- Europees kampioenschap (teamestafette)
- Nationaal kampioen

2004
- Nationaal kampioen

2005
- Europees kampioenschap
- 18e in WB-eindklassement
- Nationaal kampioen

2006
- Europees kampioen
- 2e in Madrid
- 3e in Curaçao
- Nationaal kampioen

2007
- 1e in Champéry
- 3e in Houffalize

2008
- Wereldkampioen
- 1e in Vallnord
- 2e in Fort William
- Nationaal kampioen

2009
- 1e in Houffalize
- 1e in Madrid
- Nationaal kampioen

2010
- 7e in Houffalize

2013
- Nationaal kampioen